# Goran Rađenović
Goran Rađenović (in serbo Горан Рађеновић?; Niš, 4 novembre 1966) è un ex pallanuotista jugoslavo, vincitore di una medaglia d'oro ai giochi olimpici di Seul 1988. Ha vinto anche un oro in Coppa del Mondo 1987 e ai mondiali di Perth 1991, oltre a due medaglie europee (un oro e un argento). 

## Biografia
Inizia la carriera nel  Partizan Belgrado dove vince cinque titoli nazionali, sette Coppe di Jugoslavia, una Coppa delle Coppe, una Coppa LEN, una Coppa Comen e una Supercoppa Europea. In seguito si trasferisce alla Roma, con la quale conquistò una seconda Coppa LEN e una seconda Coppa delle Coppe. Conclude la carriera al Budva dove vince il campionato. Ha allenato Budva, Becej, Anzio, Camogli, Nervi, la Pro Recco e la Serbia giovanile.